# Pont penjant de Menai

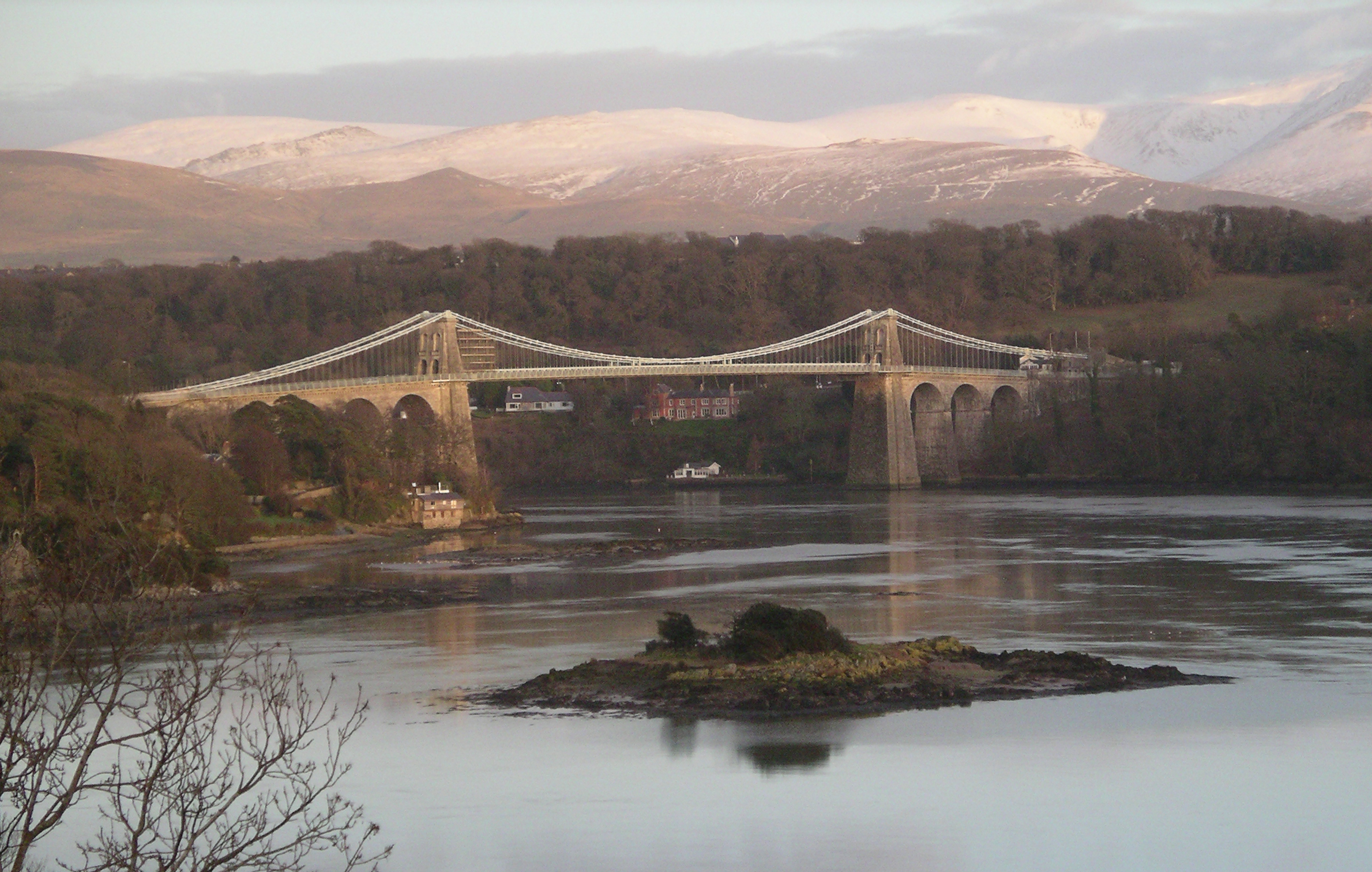
El pont penjant de Menai des d'un punt de l'A4080 a prop del pont Britania en hivern.

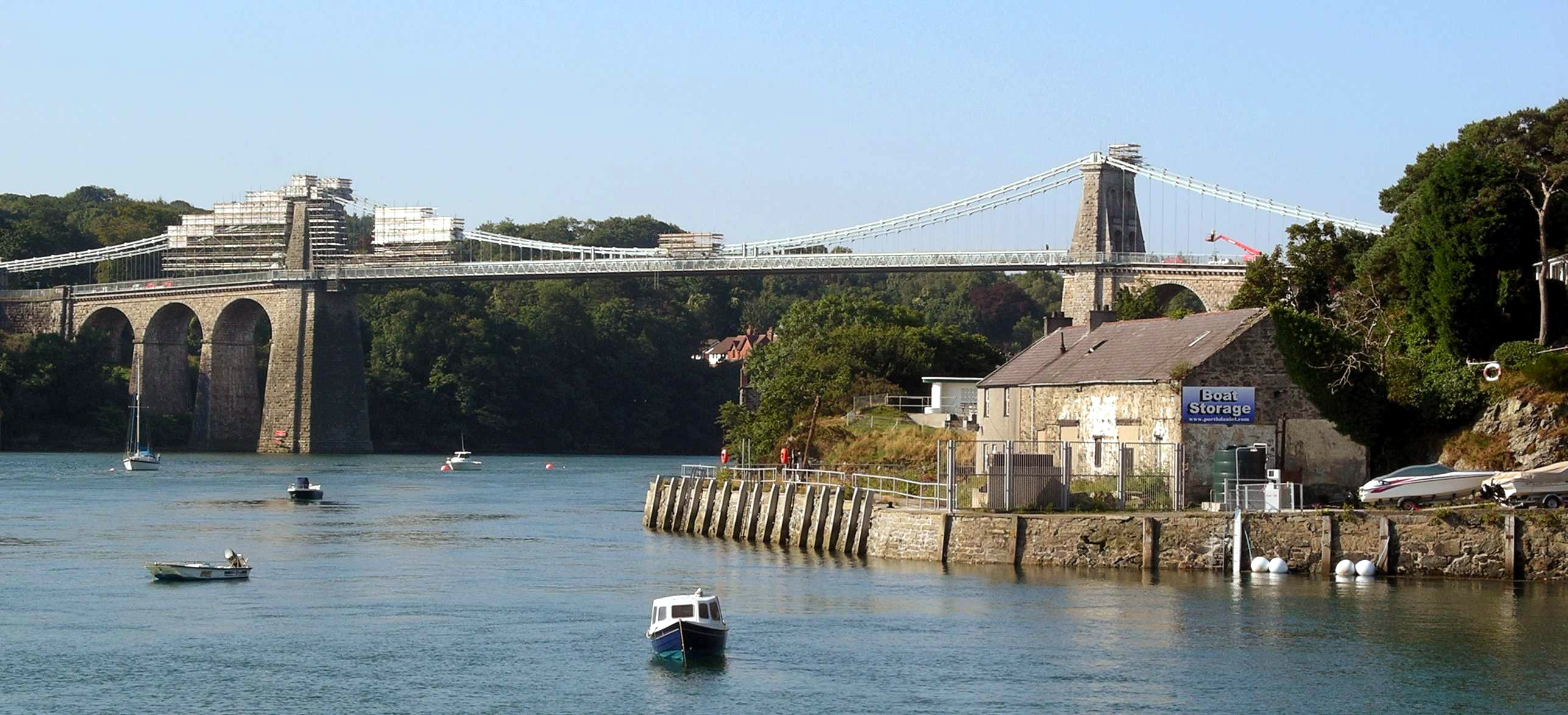
El pont penjant de Menai essent pintat en agost de 2005.

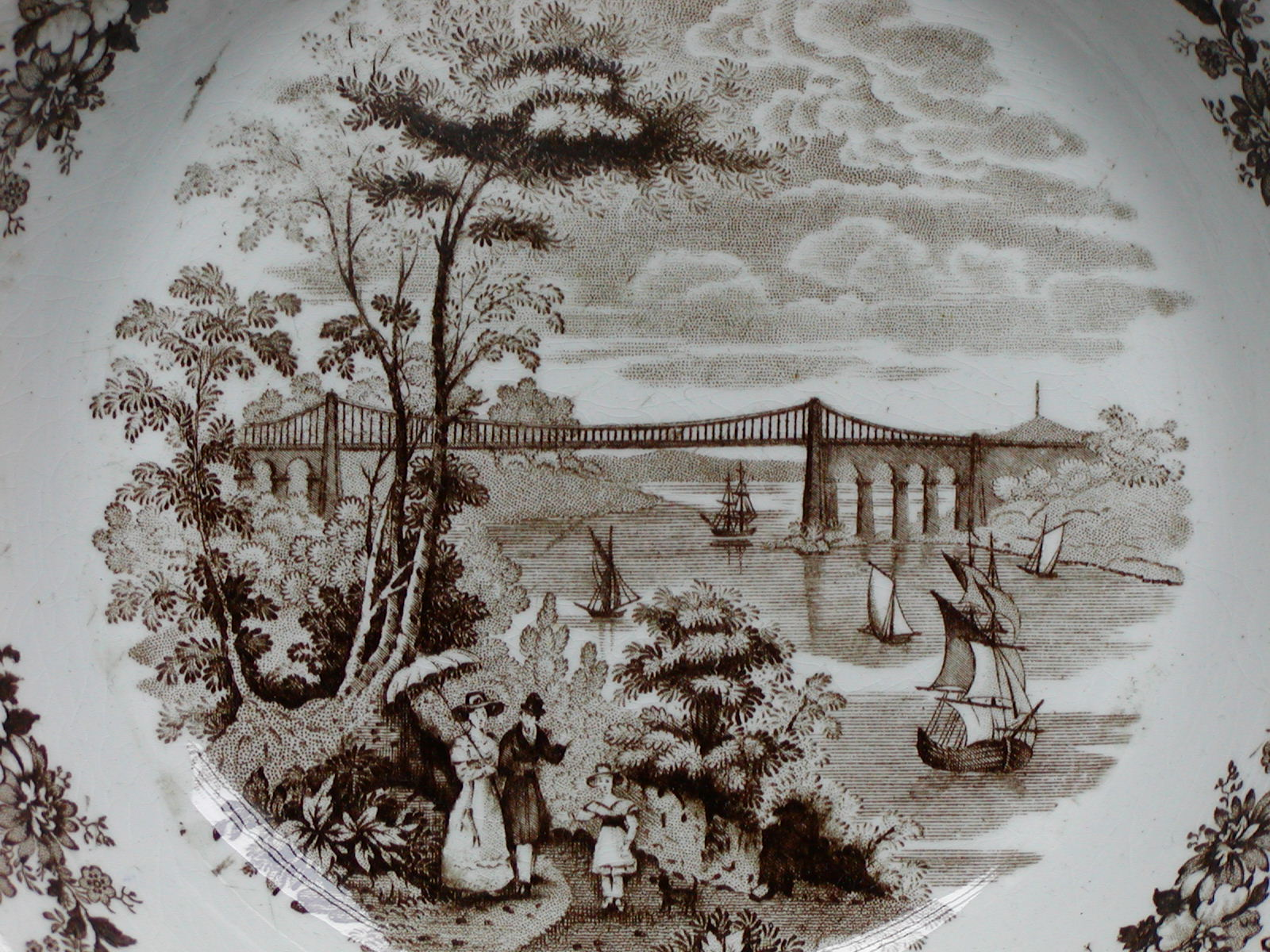
El pont tal com es va pintar en un plat de gres de Staffordshire a la dècada de 1840 -

El pont penjant de Menai (Menai suspension bridge en anglès; Pont Grog y Borth en gal·lès), és un pont penjant entre l'illa d'Anglesey i Gal·les. Fou dissenyat per Thomas Telford i es va completar en 1826, és un dels primers ponts penjant moderns en el món.

## Construcció
Abans de la finalització del pont en 1826, l'illa no tenia connexió fixa al continent i tot el tràfic cap a i des d'Anglesey es desenvolupava mitjançant ferri (o, amb dificultat, a peu amb marea baixa). Tot i això, l'Acta d'Unió de 1800 va incrementar la necessitat d'un transport cap a Irlanda i amb Holyhead com una de les terminals principals a Dublin, es va decidir que es necessitava el pont.
La tasca de millorar la ruta de Londres a Holyhead es va encomanar a Thomas Telford i una de les millores clau va ser el seu disseny de pont penjant sobre l'estret Menai entre un punt proper a Bangor en el continent i amb el que llavors era el poble de Porthaethwy, conegut avui dia com Menai Bridge a Anglesey. El disseny del pont havia de permetre la navegació als vaixells d'una altura de 100 peus per passar sota la coberta en marea alta.
La construcció del pont va començar en 1819 amb les torres en ambdós costats de l'estret. Aquestes es van construir amb pedra calcària de Penmon i estaven buides amb envans creuats interns. Després es van col·locar les 16 enormes cadenes de cables, cadascuna feta a partir de 935 barres de ferro que suporten la llargària de 176 metres. Per evitar l'òxid, cada cable es va xopar en primer lloc en oli de lli. El pont es va inaugurar amb molta fanfàrria el 30 de gener de 1826 i va aconseguir reeixidament reduir el viatge de 36 hores de Londres a Holyhead en 9 hores.

## Història posterior
En 1839 es va veure danyat a causa de les ràfegues de vent i la carretera va haver de ser àmpliament reparada i en 1893 tota la superfície de fusta va ser substituïda per una coberta d'acer. Passats els anys, el límit de 4,5 tones de pes va resultar problemàtic per la creixent indústria del transport i en 1938 les cadenes originals de ferro van ser substituïdes per altres d'acer sense la necessitat de tancar el pont. En 1999 el pont va ser tancat de nou al voltant d'un mes amb l'objectiu de repavimentar la superfície i enfortir l'estructura, la qual cosa va requerir que tot el tràfic creués pel proper pont Britànnia.
El 28 de febrer de 2005 el pont va ser proposat a la Unesco com a candidat a Patrimoni de la Humanitat i, coincidint el mateix dia en què una calçada del pont va ser tancada durant sis mesos restringint el tràfic a una única calçada de manera que el tràfic viatgés al continent al matí i cap a Anglesey a la tarda.
El pont va ser finalment reobert al tràfic en ambdues direccions l'11 de desembre de 2005 després que es tornés a pintar de manera significativa per primera vegada en 65 anys.